# 日界
日界（にっかい）（boundary of a day）は、一日の区切り・境界である。すなわち、一日の始まりの時点であり、かつ一日の終わりの時点である。主に気象学の分野で用いられる。気象観測は一日24時間にわたって行われるので、どの時分を一日の区切りとするかは重要である。一年の区切り・境界については年界という。

現在ではほとんどの国・文化で、正子を日界とするのが普通である。しかし、歴史的・文化的には、日界をいつの時分とするかは様々であった。日界は地域における地方時によって異なることになるが、通常は着目している地域が採用している標準時を基準に、決められる。全地球的な日界としては、普通は協定世界時 (UTC) によるものが用いられる。

## 常用時
正子（夜中の0時または夜中の12時）を日界とする時刻系。現在ではほとんどの国において公式に採用されている。常用時を参照。

## 天文時
天文学では、かつては正午（昼の0時または昼の12時）を日界とする「天文時」(astronomical time) の慣用があった。天文観測は夜間に行われるので、真夜中に日付が変わるのは不便だからである。しかし一般社会では間違いを引き起こしやすいので、1925年1月1日からは天文学においても天文時を廃止し、「常用時」の方式に統一された。

### ユリウス日における日界
ユリウス日は、天文時の伝統を引き継ぎ、現在でも正午を日界としている。

## 様々な日界
日の出太陽が昇り明るくなる時点であって人が起床し活動を開始するので、日の出をもって日界とすることは古代から常識的であった。なお、日の出より前の「夜明」を日界とすることもある。
日の入り夕方に見える三日月状の細い月を新月としていると、太陰暦では必然的に日の入り（日没）が1日の始まり・1か月の始まりになる。現在でもイスラム暦やユダヤ暦、そしてキリスト教の教会暦では日の入りが日界である。日没が日界なので、例えばクリスマス・イブは既に12月25日となり、その名 (Christmas Eve) の通り「クリスマス当日の夜」である（クリスマス・イヴ#日付）。

## 気象観測における日界
気象観測を人手に頼っていた時代には、日のうちの24時に観測することは就寝時間や交通手段の点で困難であったので、9時、10時、22時などを日界としていた。例えば、日本における日最低気温の日界は1939年までは22時であり、1953 - 1963年には9時であった。観測が機械により自動的に行える現在では、気象観測における日界は24時となっている。
日最高気温・日最低気温の平均値は、日界の違いによって変わってくるので、過去の気象統計を見る場合にはその時点の日界が何時であったかを吟味する必要がある。